# Dutch Red
Die Dutch Red ist eine kommerziell gezüchtete Chili-Sorte, die vor allem in deutschen Supermärkten die vorherrschende Chili ist. Wahrscheinlich wurde sie in Indonesien aus Cayenne-Chilis gezüchtet und ist von dort in niederländische Gewächshäuser gekommen.
Die Früchte werden etwa zehn Zentimeter lang, zwei bis drei Zentimeter breit und sind etwas dickfleischiger als Cayenne-Chilis. Sie reifen von dunkelgrün zu einem leuchtenden Rot ab. Die Schärfe beträgt etwa 3000–5000 SCU.
Da diese Chilis an den europäischen Markt und Geschmack angepasst wurden, haben sie nur mittlere Schärfe und können auch den Geschmack anderer Chilisorten wie Jalapeño, Poblano oder Habanero nicht ersetzen.